# جيسي نيلسون (كاتبة)
جيسي نيلسون (بالإنجليزية: Jessie Nelson)‏ هي كاتبة للأطفال وكاتبة سيناريو وكاتِبة ومخرجة أمريكية، ولدت في القرن العشرين.

## وصلات خارجية
- جيسي نيلسون على موقع IMDb (الإنجليزية)
- جيسي نيلسون على موقع ألو سيني (الفرنسية)
- جيسي نيلسون على موقع ميوزك برينز (الإنجليزية)
- جيسي نيلسون على موقع أول موفي (الإنجليزية)
- جيسي نيلسون على موقع قاعدة بيانات برودواي على الإنترنت (الإنجليزية)
- جيسي نيلسون على موقع قاعدة بيانات الأفلام السويدية (السويدية)
- جيسي نيلسون على موقع قاعدة بيانات الفيلم (الإنجليزية)
- جيسي نيلسون على موقع كينوبويسك (الروسية)